# Туркусова (станція швидкісного трамвая)
53°22′48″ пн. ш. 14°38′35″ сх. д. / 53.38000° пн. ш. 14.64306° сх. д.
«Туркусова» — кінцева станція Щецинського швидкісного трамвая, розташована після станції «Ясьмінова ЗУС». Відкрита в 2015 році у складі першої черги будівництва. Назва за однойменною вулицею. Поруч розташована кінцева зупинка трамваїв № 2, № 7 і № 8. 

## Опис
«Туркусова» проєктувалася і створювалася як тимчасова. Усередині кільця є п'ять платформ — для посадки та для висадки пасажирів.

## Галерея

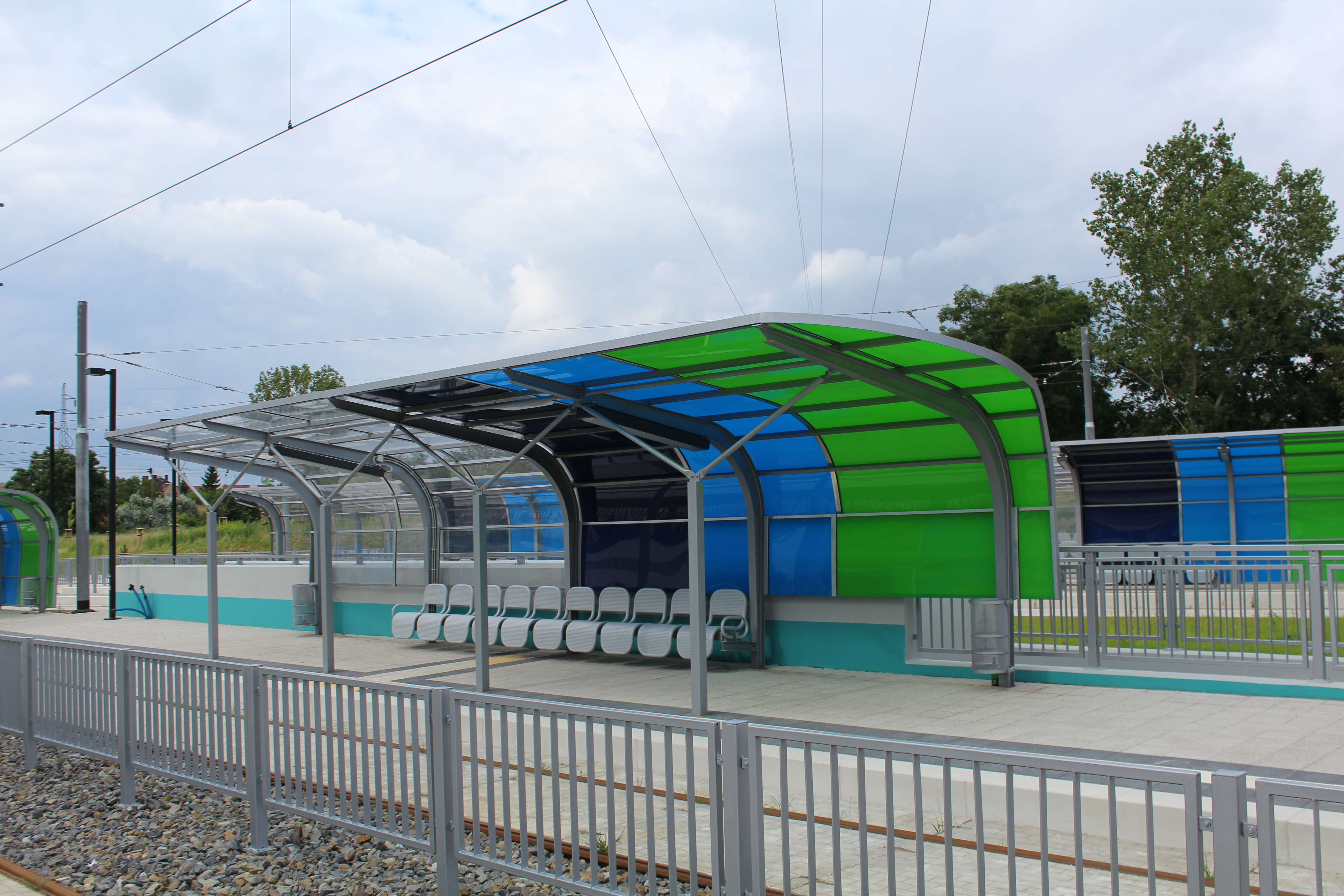
Вид на посадкову платформу
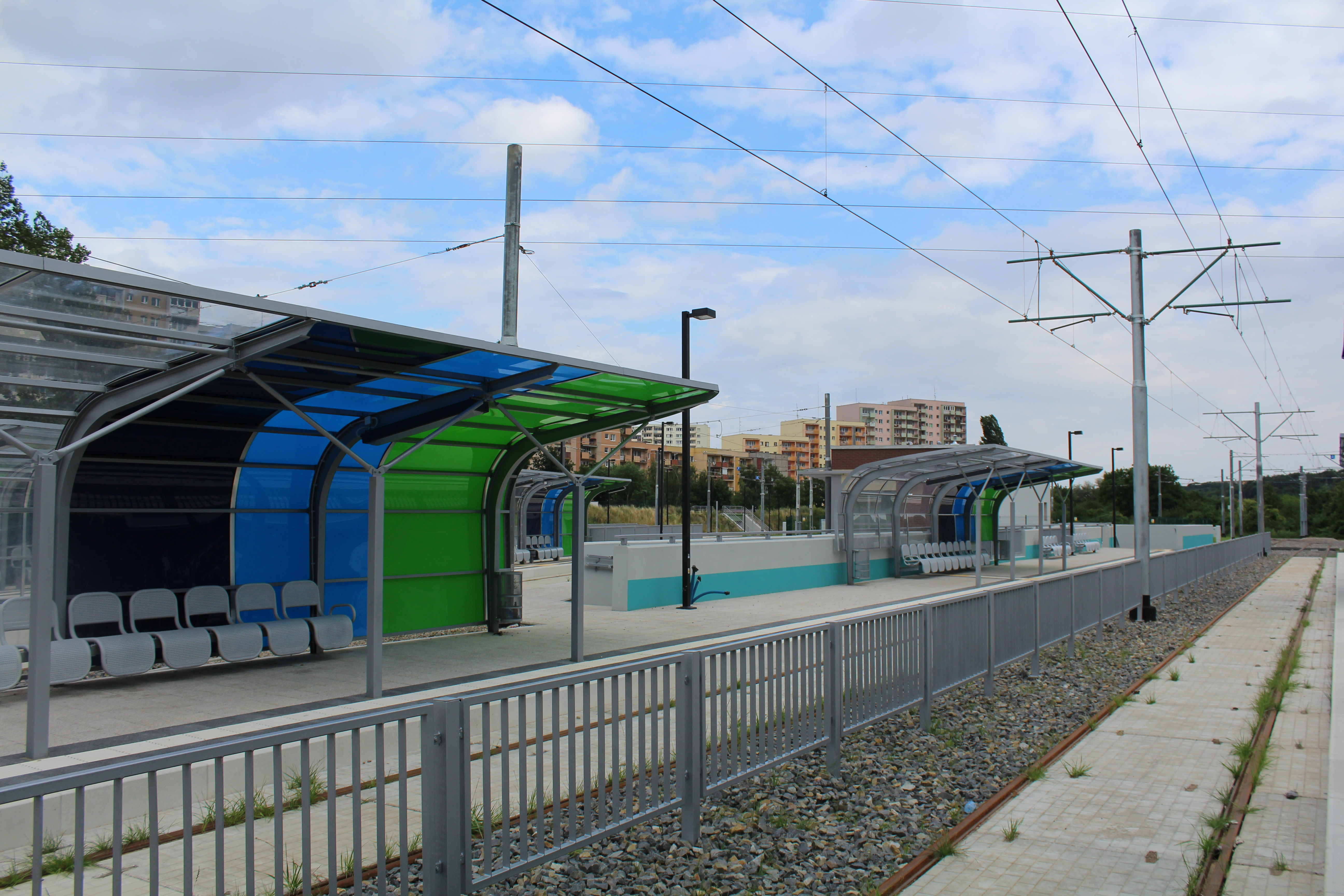
Вид на посадкову платформу
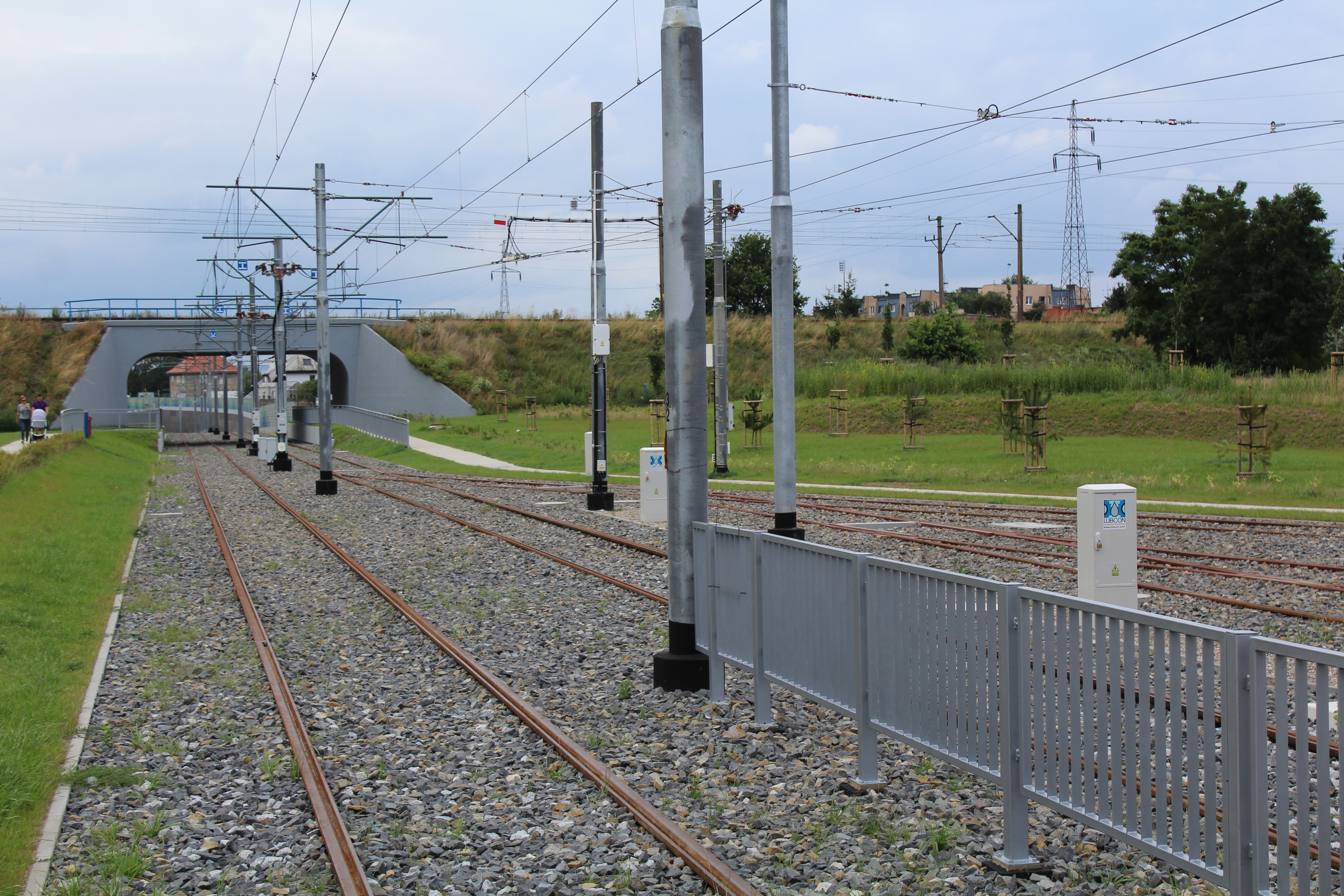
Вид у бік станції «Ясьмінова ЗУС»